# Olav Molenaar
Olav Molenaar (Zaanstad, 28 de marzo de 1999) es un deportista neerlandés que compite en remo.
Participó en los Juegos Olímpicos de París 2024, obteniendo una medalla de plata en la prueba de ocho con timonel.
Ganó una medalla de plata en el Campeonato Mundial de Remo de 2023 y dos medallas de plata en el Campeonato Europeo de Remo, en los años 2023 y 2025.

## Palmarés internacional
| Juegos Olímpicos   | Juegos Olímpicos   | Juegos Olímpicos | Juegos Olímpicos   |
| Año                | Lugar              | Medalla          | Prueba             |
| ------------------ | ------------------ | ---------------- | ------------------ |
| 2024               | París (Francia)    | Medalla de plata | Ocho con timonel   |
| Campeonato Mundial |                    |                  |                    |
| Año                | Lugar              | Medalla          | Prueba             |
| 2023               | Belgrado (Serbia)  | Medalla de plata | Ocho con timonel   |
| Campeonato Europeo |                    |                  |                    |
| Año                | Lugar              | Medalla          | Prueba             |
| 2023               | Bled (Eslovenia)   | Medalla de plata | Cuatro sin timonel |
| 2025               | Plovdiv (Bulgaria) | Medalla de plata | Ocho con timonel   |